# Комінтерн (Давлекановський район)
Комінте́рн (рос. Коминтерн, башк. Коминтерн) — присілок у складі Давлекановського району Башкортостану, Росія. Входить до складу Раєвської сільської ради.
Населення — 36 осіб (2010; 47 в 2002).
Національний склад:
- росіяни — 77 %